# Ohakunea australiensis
Ohakunea australiensis är en tvåvingeart som beskrevs av Donald Henry Colless 1963. Ohakunea australiensis ingår i släktet Ohakunea och familjen slemrörsmyggor. Inga underarter finns listade i Catalogue of Life.